# Allan Scott
Allan Scott (15 febbraio 1965) è un pilota motociclistico statunitense.

## Carriera
Debutta nel motomondiale nel gran premio di Gran Bretagna del 1986 nella classe 125 in qualità di wild card su una EMC, ma non riesce a qualificarsi. L'anno seguente viene ingaggiato dal team Ehrlich Automotive che utilizza sempre EMC. Non riesce a qualificarsi nelle prime quattro gare e non riesce a partire in Olanda, così la sua prima apparizione in gara è al gran premio di Francia, che conclude al 13º posto. Sarà anche il suo miglior risultato stagionale, finendo così la stagione senza punti. La stagione seguente partecipa come wild card al gran premio di casa nella classe 250 in sella ad una Yamaha, ma non riesce a qualificarsi. Lo stesso anno è titolare in 125 nel team Sportvideo Tomark Co. /Shoei in sella ad una Honda. La stagione è migliore della precedente, riuscendo a qualificarsi per tutte le gare e ottenendo vari piazzamenti a punti, di cui un 5º posto in Gran Bretagna. Termina la stagione 12º in campionato con 38 punti. L'anno successivo resta sempre su una Honda ma passa al team Wha Honda Cornonas Racing. Si rivela la sua miglior stagione, ottenendo il suo primo e unico podio mondiale in Australia e terminando la stagione 10º con 54 punti. L'anno seguente è sempre su Honda ma questa volta nel suo proprio team chiamato Allan Scott. I risultati sono disastrosi, con un cambio di moto a metà stagione (passaggio ad una Garelli) che però non fa differenza, terminando la stagione con un punto conquistato in Austria e al 37º posto nel mondiale.
L'anno successivo fa una sola apparizione come wild card al gran premio di casa in 250 su una Yamaha, non riuscendo a portare a termine la gara. Dopo un anno lontano dal mondiale, nel 1993 viene ingaggiato dal Team Harris in 500 su una Harris Yamaha. I risultati non sono buoni, e con nessun punto dopo le prime cinque gare della stagione viene licenziato dal team dopo il gran premio d'Austria, che sarà così anche la sua ultima apparizione nel motomondiale.

## Risultati nel motomondiale
| 1986 | Classe | Moto |  |  |  |  |    |  |  |  |    |  |  |  |  |  |  | Punti | Pos. |
| ---- | ------ | ---- |  |  |  |  | -- |  |  |  | -- |  |  |  |  |  |  | ----- | ---- |
| 1986 | 125    | EMC  |  |  |  |  | NE |  |  |  | NQ |  |  |  |  |  |  | 0     |      |

| 1987 | Classe | Moto |    |    |    |    |    |    |    |    |    |    |     |     |    |    |    | Punti | Pos. |
| ---- | ------ | ---- | -- | -- | -- | -- | -- | -- | -- | -- | -- | -- | --- | --- | -- | -- | -- | ----- | ---- |
| 1987 | 125    | EMC  | NE | NQ | NQ | NQ | NQ | NE | NP | 13 | 21 | 18 | Rit | Rit | 14 | NE | NE | 0     |      |

| 1988 | Classe | Moto   |  |    |  |  |  |  |  |  |  |  |  |  |  |  |  | Punti | Pos. |
| ---- | ------ | ------ |  | -- |  |  |  |  |  |  |  |  |  |  |  |  |  | ----- | ---- |
| 1988 | 250    | Yamaha |  | NQ |  |  |  |  |  |  |  |  |  |  |  |  |  | 0     |      |

| 1988 | Classe | Moto  |    |    |  |    |    |     |    |    |   |   |     |   |    |    |    | Punti | Pos. |
| ---- | ------ | ----- | -- | -- |  | -- | -- | --- | -- | -- | - | - | --- | - | -- | -- | -- | ----- | ---- |
| 1988 | 125    | Honda | NE | NE |  | NE | 13 | Rit | 18 | 20 | 6 | 9 | Rit | 5 | 15 | 10 | NE | 38    | 12º  |

| 1989 | Classe | Moto  |    |   |    |   |     |    |   |    |    |     |     |     |   |   |    | Punti | Pos. |
| ---- | ------ | ----- | -- | - | -- | - | --- | -- | - | -- | -- | --- | --- | --- | - | - | -- | ----- | ---- |
| 1989 | 125    | Honda | 13 | 3 | NE | 6 | Rit | 22 | 9 | NE | 14 | Rit | Rit | Rit | 7 | 8 | NE | 54    | 10º  |

| 1990 | Classe | Moto            |     |    |     |    |    |    |     |    |    |    |     |     |    |     |     | Punti | Pos. |
| ---- | ------ | --------------- | --- | -- | --- | -- | -- | -- | --- | -- | -- | -- | --- | --- | -- | --- | --- | ----- | ---- |
| 1990 | 125    | Honda e Garelli | Rit | NE | Rit | NQ | NQ | 15 | Rit | NQ | NQ | NQ | Rit | Rit | NQ | Rit | Rit | 1     | 37º  |

| 1991 | Classe | Moto   |  |  |     |  |  |  |  |  |  |  |  |  |  |  |  | Punti | Pos. |
| ---- | ------ | ------ |  |  | --- |  |  |  |  |  |  |  |  |  |  |  |  | ----- | ---- |
| 1991 | 250    | Yamaha |  |  | Rit |  |  |  |  |  |  |  |  |  |  |  |  | 0     |      |

| 1993 | Classe | Moto          |    |    |    |     |     |  |  |  |  |  |  |  |  |  |  | Punti | Pos. |
| ---- | ------ | ------------- | -- | -- | -- | --- | --- |  |  |  |  |  |  |  |  |  |  | ----- | ---- |
| 1993 | 500    | Harris Yamaha | 22 | 26 | 21 | Rit | Rit |  |  |  |  |  |  |  |  |  |  | 0     |      |

| Legenda | 1º posto        | 2º posto            | 3º posto            | A punti      | Senza punti        | Grassetto – Pole position Corsivo – Giro più veloce |
| Legenda | Gara non valida | Non qual./Non part. | Ritirato/Non class. | Squalificato | '-' Dato non disp. | Grassetto – Pole position Corsivo – Giro più veloce |